# Черниговское наместничество
Черниговское наместничество — административно-территориальная единица Российской империи, существовавшая в 1781—1796 годы. В Чернигове размещалось наместническое правление во главе с наместником (губернатором).
Черниговское наместничество образовано 16 сентября 1781 года из части территории бывшей Малороссийской губернии. В Черниговское наместничество вошли территории Черниговского полка, Гадячского полка, Киевского полка, Лубенского полка, Нежинского полка, Прилукского полка, Стародубского полка. Наместничество было разделено на 11 уездов (с населением 20-30 тыс. человек в каждом): Черниговский, Березинский, Борзянский, Гадячкий, Глинский, Городнянский, Зеньковский, Лохвицкий, Нежинский, Прилуцкий, Роменский.
19 января 1782 года открыты присутственные места.
В 1796 году Черниговское наместничество было ликвидировано, а его территория вошла в состав восстановленной Малороссийской губернии.

## Руководители наместничества

### Генерал-губернаторы
- 1782—1796 гг. — Румянцев-Задунайский, Пётр Александрович
  - 1790—1793 гг. — Кречетников, Михаил Никитич (испр. должность)
  - 1793—1794 гг. — Игельстром, Осип Андреевич (испр. должность)

### Правитель наместничества
- 1782—1796 г. — Милорадович, Андрей Степанович

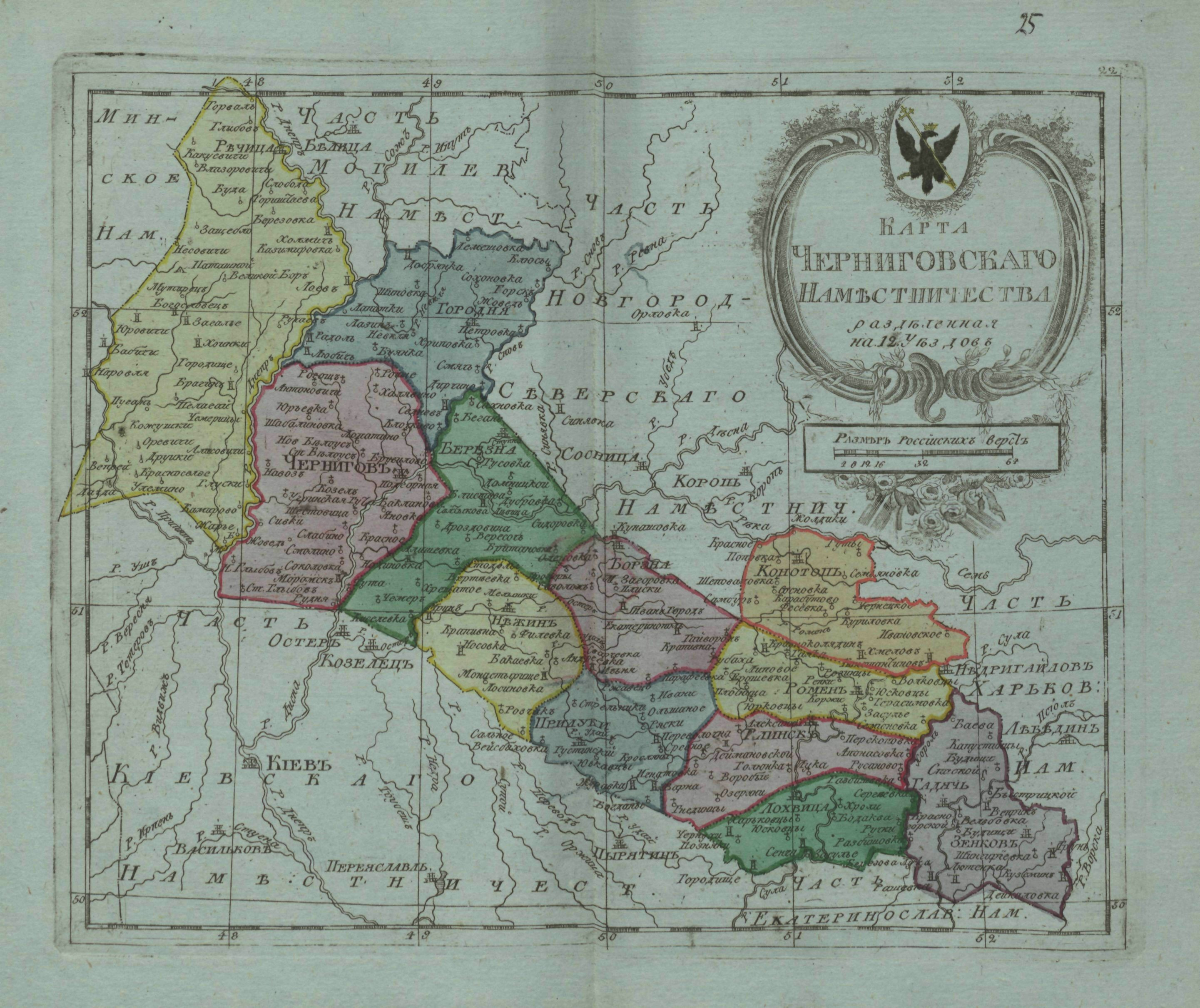
Черниговское наместничество